# Conde do Ribeiro Real
O título de Conde do Ribeiro Real foi criado por decreto de 16 de Fevereiro de 1899 do rei D. Carlos I de Portugal a favor de João Bettencourt de Araújo do Carvalhal Esmeraldo, 1.º Visconde de Ribeiro Real, único titular.
O título encontra-se actualmente extinto.